# Księstwo Mediolanu

Poglądowa mapa półwyspu Apenińskiego – według stanu z roku 1494 - z zaznaczoną lokalizacją Księstwa Mediolanu.

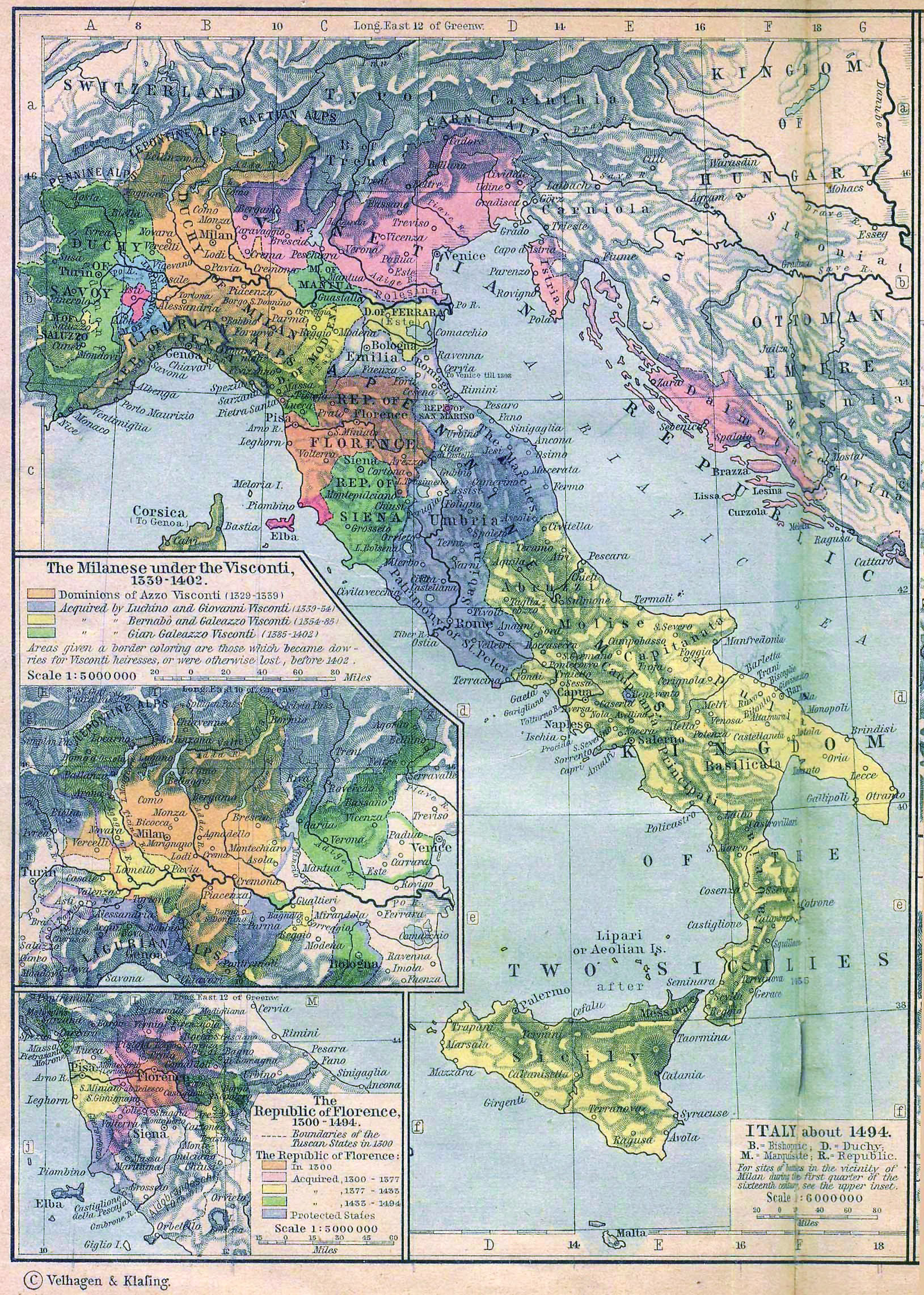
Mapa półwyspu Apenińskiego z roku 1494 – Księstwo Mediolanu (Duchy of Milan) oznaczono kolorem pomarańczowym.

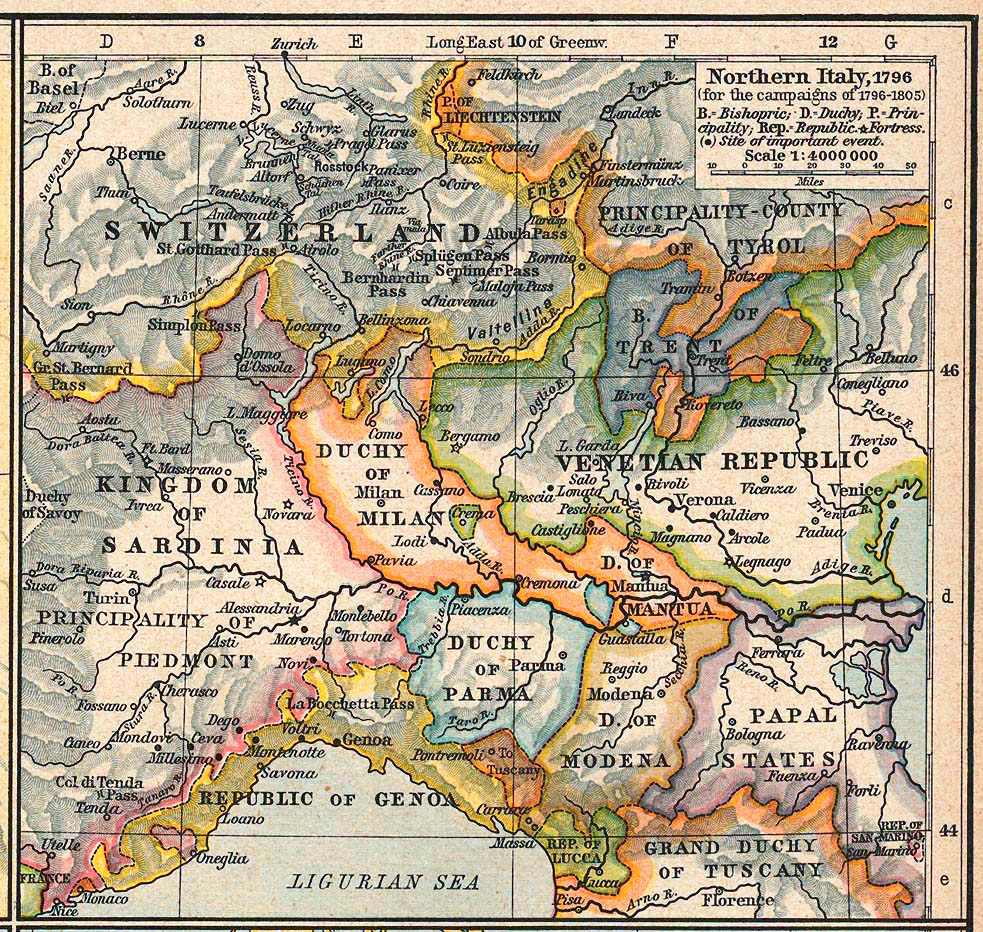
Państwa w północnych Włoszech w roku 1796 – tuż przed najazdem Napoleona Bonapartego. W środku mapy Księstwo Mediolanu (Duchy of Milan).

Flaga Księstwa Mediolanu w latach 1397-1765

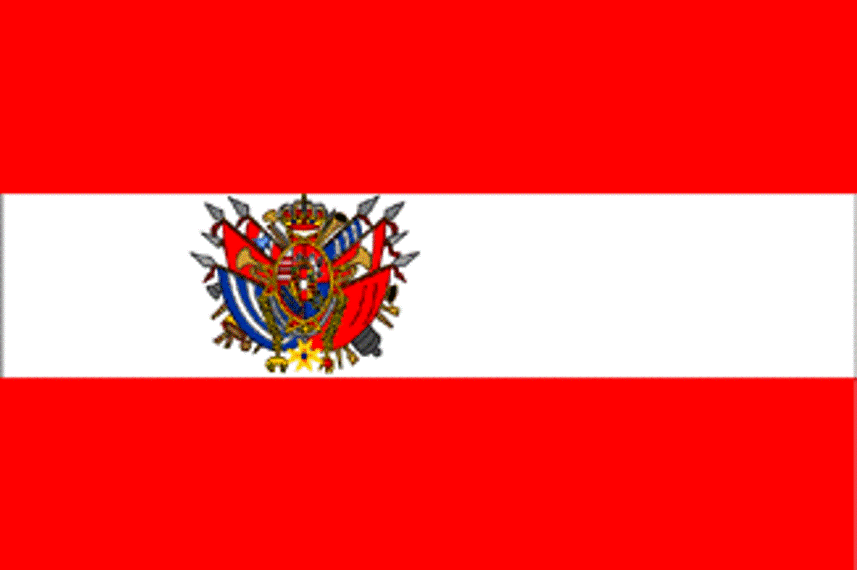
Flaga Księstwa Mediolanu w latach 1765-1796

Księstwo Mediolanu – państwo w północnej części obecnych Włoch, istniejące w latach 1395–1796/1797. Początkowo było częścią Świętego Cesarstwa Rzymskiego, później pod panowaniem hiszpańskim, a następnie austriackim. Rządzone było przez wiele dynastii, w większości pochodzących spoza Włoch. Terytorium księstwa ulegało zmianom poprzez stulecia, jednak zawsze obejmowało znaczną część Lombardii z Mediolanem i Pawią. W skład księstwa wchodziła również Parma, ale w XVI wieku została oddzielona i wraz z okolicami utworzyła oddzielne księstwo.

## Historia

### XIV-XV wiek
Księstwo utworzone zostało w 1395 przez Galeazzo Viscontiego, który jako Galeazzo I został pierwszym księciem Mediolanu. W 1447 wraz ze śmiercią księcia Filipa Marii dynastia Viscontich wygasła. Mediolan ogłosił się republiką, nie zważając na fakt, że według zawartych traktatów prawowitym dziedzicem opuszczonego tronu był książę Karol I Orleański. Choć książę Orleanu niezbyt energicznie dochodził swych praw, republika nie trwała długo. Słynny awanturnik Franciszek Sforza, który poślubił córkę Viscontiego z nieprawego łoża, opanował Mediolan w 1450 i zasiadł na jego tronie jako Franciszek I.

### XVI-XVII wiek
W 1498 książę Orleanu zasiadł na tronie francuskim jako Ludwik XII i natychmiast zgłosił swoje pretensje do Mediolanu. W 1499 najechał zbrojnie Mediolan i wyrzucił dotychczasowego księcia Ludwika Sforzę. Francuskie panowanie trwało do 1513, kiedy to z pomocą najemników szwajcarskich wyparł Francuzów syn wyrzuconego Ludwika Maksymilian. Panowanie Maksymiliana nie trwało długo, gdyż już w 1515 doszło do kolejnej inwazji francuskiej, tym razem z inicjatywy nowego króla Franciszka I. Próba wyparcia Francuzów doprowadziła do bitwy pod Marignano, zakończonej klęską Szwajcarów i uwięzieniem wspieranego przez nich księcia Maksymiliana. Wielkie zwycięstwo w znaczącym stopniu umocniło francuskie panowanie nad Mediolanem. W 1521 wybuchła kolejna wojna włoska, a w rok później doszło do bitwy pod La Bicocca, zakończonej zwycięstwem wojsk austriacko-hiszpańskich. Skutkiem tej bitwy młodszy brat Maksymiliana zasiadł na tronie w Mediolanie jako Franciszek II Sforza.
W następstwie klęski Francuzów pod Pawią w 1525 cesarz i król Hiszpanii Karol V stał się dominującą siłą we Włoszech. Książę Franciszek II postanowił w tym układzie opowiedzieć się przeciwko cesarzowi i w 1526 przystąpił do ligi z Francją, papieżem Klemensem VII, Wenecją, Anglią i Florencją. Skutkiem tego natychmiast został wyparty z Mediolanu przez wojska cesarskie. Zdołał jednak zachować kontrolę nad wieloma innymi miastami w swym księstwie. Wrócił do Mediolanu w wyniku pokoju zawartego w Cambrai w 1529.
Gdy Franciszek II zmarł bezpotomnie w 1535 ponownie pojawił się problem sukcesji tronu mediolańskiego. Pretensje zgłaszali zarówno cesarz, jak i król Francji, co ostatecznie doprowadziło do kolejnej serii wojen włoskich. Cesarz utrzymał księstwo w swych rękach i postanowił przekazać je swemu synowi Filipowi. Władza Hiszpanii nad księstwem Mediolanu została ostatecznie uznana przez Francję w wyniku pokoju zawartego w Cateau-Cambrésis w 1559.
Wiek XVII – okres władzy hiszpańskiej, był wiekiem stagnacji kulturalnej i ekonomicznej Księstwa.

### XVIII wiek
Księstwo Mediolanu pozostało w rękach hiszpańskich aż do początku XVIII wieku, kiedy to podczas hiszpańskiej wojny sukcesyjnej zdobyte zostało przez Austriaków (w 1706). Traktat w Baden w 1714, będący uzupełnieniem kończącego wojnę traktatu w Utrechcie, uprawomocnił tę zdobycz i pozostawił Mediolan w rękach Austrii.
Na mocy konkordatu Marii Teresy z Benedyktem XIV zniesiono wiele klasztorów i obłożono podatkami wiele dóbr kościelnych. Ustawodawstwo niwelowało różnice społeczne. Reformatorskie impulsy z Wiednia Marii Teresy przyczyniły się do ożywienia mediolańskiej oświeconej elity. Gdy gubernatorem Mediolanu został Carlo Firmian (1759-1782) grupa ta uzyskała wpływ na rządy. Wprowadzone reformy gospodarcze i społeczne miały za promotorów takich wybitnych ekonomistów i prawników, jak: Pietro Verri, Gian-Rinaldo Carli i Cesare Beccaria. Zniesiono cła wewnętrzne i dzierżawę podatków. Zakończywszy w 1760 reformę katastralną rząd popierał rozwój rolnictwa i podejmował wielkie roboty publiczne. Rozwinął się przemysł jedwabniczy. Mieszczanie nie zauważali jednak tego przemysłu i inwestowali w rolnictwo, w którym zapanował pełny kapitalizm.
O nowych technikach w rolnictwie głosiła założona w 1762 tzw. Accademia dei pugni („Stowarzyszenie pięści”), która zmieniła się w redakcję pisma „Il Caffé”, wychodzącego w latach 1764–1765. Rolę klubów politycznych odgrywały w Mediolanie liczne kawiarnie, stąd nazwa periodyku. Redaktorem pisma był Pietro Verri. Il Caffé to najważniejsze pismo włoskiego oświecenia.
W oświeconym duchowieństwie mediolańskim zapanowała specyficzna odmiana jansenizmu. Zgrupowani wokół wydziału teologii uniwersytetu w Pawii tacy teologowie jak: Pietro Tamburini (1737-1827) i Giuseppe Zola (1739-1806) byli skłóceni z Rzymem i stali się fundamentem przyszłego lewicowego włoskiego katolicyzmu czerwonego (cattolicismo rosso).
Na uniwersytecie w Pawii wykładali tak znakomici matematycy i przyrodnicy jak: Roger Bošcović, Lorenzo Mascheroni, Alessandro Volta i Lazzaro Spallanzani.
Gdy w 1786 cesarz Józef II Habsburg zniósł senat mediolański w ramach prób unifikacji Imperium Habsburgów, czemu sprzeciwili się zarówno mediolańscy konserwatyści, jak i liberałowie, dało to początek włoskiemu szerokiemu ruchowi patriotyczno-niepodległościowemu.

### Najazd napoleoński
Księstwo pozostało w austriackich rękach aż do najazdu francuskiej armii pod wodzą Napoleona Bonaparte w 1796. Na podstawie traktatu w Campo Formio w 1797 Austria zrzekła się władzy nad księstwem Mediolanu. Księstwo zostało wkrótce zlikwidowane i weszło w skład Republiki Cisalpińskiej, stanowiąc jej centralną część z Mediolanem w roli stolicy.